# Za šaku dolara
Za šaku dolara (tal. Per un pugno di dollari; eng. A Fistful of Dollars) je talijanski špageti western Sergia Leonea iz 1964. s Clintom Eastwoodom. U SAD-u je film objavljen tek 1967. te je inicirao popularnost novog žanra, špageti-vesterna. Film je dobio i neslužbene nastavke, Za dolar više (1965.) i Dobar, loš, zao (1966.), u kojima je također nastupio Eastwood. Sva tri filma poznata su kao cjelina kao "dolarska trilogija". Ovaj film je svojevrsna obrada Tjelesne straže Akire Kurosawe. U sva tri filma Eastwood se pojavljuje u sličnoj ulozi, kao usamljeni revolveraš bez imena. Zbog toga je studio United Artists promotivno nazvao njegov lik Čovjek bez imena (The Man With No Name).
Kako je ovo bio prvi film iz žanra špageti-vesterna u Americi, mnogi europski glumci i filmska ekipa uzeli su američka umjetnička imena. Tako je Sergio Leone bio poznat kao "Bob Robertson", Gian Maria Volonte kao "Johnny Wels", a skladatelj Ennio Morricone kao "Dan Savio".
Za šaku dolara i njegova dva nastavka snimljeni su u španjolskoj pokrajini Almeriji.

## Radnja
Priča počinje kad junak kojeg tumači Clint Eastwood (Čovjek bez imena), stiže u mali gradić San Miguel, u kojem ga ubrzo upozoravaju kako u gradu ratuju dvije obitelji radi premoći. Jedni su braća Rojos: Don Miguel (šef), Esteban (kukavica) i Ramon, koji se jedini može mjeriti s glavnim junakom; druga obitelj su Baxteri, kojoj je na čelu John Baxter, gradski šerif.
Čovjek bez imena odlučuje se kako će raditi za obje obitelji kao plaćenik "za šaku dolara", a u isto vrijeme ih navesti da se međusobno sukobe. Na kraju uspijeva osloboditi Ramonovu zarobljenicu i ljubavnicu, Marisol (Marianne Koch) i vraća je k njezinoj obitelji. Ona, zajedno s mužem i sinom, napušta grad. 
Nakon što su otkrili izdaju, braća Rojos hvataju Čovjeka bez imena i počnu ga mučiti, ali on ne otkriva gdje je Marisol. Braća se odlučuju konačno obračunati s Baxterima: nakon što su zapalili kuću Baxterovih, ubijaju sve koji su se našli u njoj, uključujući šerifa, njegovu ženu i sina. Čovjek bez imena uspijeva pobjeći uz pomoć Piripera i vraća se u grad da spasi lokalnog vlasnika saloona i prijatelja, Silvanita. Na kraju se obračunava s braćom Rojos i njihovom bandom. Uz pomoć neprobojnog štita na prsima, zadovoljava pravdu i odlazi iz gradića prije što stignu vladini predstavnici.

## Glumci
| Actor              | Role             |
| ------------------ | ---------------- |
| Clint Eastwood     | Čovjek bez imena |
| Marianne Koch      | Marisol          |
| Gian Maria Volontè | Ramón Rojo       |
| Wolfgang Lukschy   | John Baxter      |
| Sieghardt Rupp     | Esteban Rojo     |
| Joseph Egger       | Piripero         |
| Antonio Prieto     | Don Miguel Rojo  |
| José Calvo         | Silvanito        |
| Margarita Lozano   | Consuelo Baxter  |
| Daniel Martín      | Julián           |
| Benito Stefanelli  | Rubio            |
| Mario Brega        | Chico            |
| Bruno Carotenuto   | Antonio Baxter   |
| Aldo Sambrell      | Član bande Rojo  |

## Produkcija
Leone je s ovim filmom htio oživiti žanr vesterna u Italiji. Po njegovom mišljenju američki vesterni iz sredine i s kraja pedesetih su postali tromi, dosadni i nevjerodostojni pa je zato Hollywood odlučio smanjiti broj produkcija takvih filmova. Leone je znao da za vesterne u Europi još postoji veliko zanimanje, ali isto tako shvatio da se talijanska publika s vremenom počela smijati ustaljenim konvencijama iz američkih vesterna i sličnih radova talijanskih redatelja koji su se skrivali pod pseudonimima. Njegova namjera bila je uzeti temeljna načela talijanskog filma i pretočiti ga u vestern. Clint Eastwood nije bio prvi glumac kojemu je ponuđena glavna uloga. Leone je htio Henryja Fondu. No, produkcijska kuća si nije mogla priuštiti veliku holivudsku zvijezdu. Nakon toga je uloga ponuđena Charlesu Bronsonu, koji ju je odbio rekavši kako je scenarij loš. I Fonda i Bronson će se kasnije pojaviti u Leoneovu filmu Bilo jednom na Divljem zapadu iz 1968.
Za šaku dolara je postao prvi film koji je predočio Leoneov slavni jedinstveni vizualni stil. Bio je to utjecaj oslikavanja krajolika Johna Forda i japanske metode rastezanja kadra koju je usavršio Akira Kurosawa. Leone je htio da njegov vestern ima operni osjećaj pa u filmu postoji mnogo primjera krupnih planova lica različitih likova koji funkcioniraju kao arije u klasičnim operama. Oni usmjeravaju pozornost na jednu osobu i taj prizor postaje i krajolik i dijalog scene. Takva tehnika je u suprotnosti s holivudskim korištenjem krupnih planova, gdje oni služe samo kako bi se istaknule reakcije likova, obično nakon dijaloga. Leoneovi krupni planovi sličniji su portretima.

## Glazba
Glazbu za film je skladao Ennio Morricone, potpisan kao Dan Savio. Morricone se kasnije prisjetio kako je Leone htio da napiše "glazbu Dimitrija Tiomkina". Tema s trubom slična je Tiomkinovoj temi iz Rio Brava (1959.) dok glazba iz uvodne špice podsjeća na Tiomkinovo korištenje zviždanja u filmu Obračun kod OK Korala (1957.). Iako oni nisu korišteni u filmu, Peter Tevis je na glazbu nadodao i stihove.

## Reference u popularnoj kulturi
Za šaku dolara, kao prvi špageti-vestern, imao je puno utjecaja u svim područjima popularne kulture:
- Trilogija Povratak u budućnost: u drugom nastavku trilogije vidi se kratka scena u kojoj Eastwoodov lik preživljava konačni obračun, a u trećem dijelu Marty ponavlja scenu (u istom kostimu nakon što je rekao lokalnom stanovništvu da se zove "Clint Eastwood").
- Naslov filma parodiran je u epizodi Futurame, nazvanoj A Fishfull of Dollars".
- U epizodi o Noći vještica serije Buffy: Ubojica vampira, Xander Harris nosi sličan kostim koji nosi lik Clinta Eastwooda u dolarskoj trilogiji.
- U videoigri Metal Gear Solid 3: Snake Eater, lik Para-Medic razgovara s Naked Snakeom o filmu, jer je igra smještena u 1964.
- Bend The Mars Volta koristi glazbenu temu iz filma na svojim koncertima.
- Film Posljednji preživjeli, s Bruceom Willisom, je obrada Tjelesne straže i Za šaku dolara.
- U američkoj verziji videoigre Ape Escape 3, snima se film na Divljem Zapadu, a film koji snimaju majmuni zove se Za šaku banana.
- U drugom nastavku filma Quentina Tarantina Kill Bill, glazbena tema filma koristi se nakon što Budd upuca Mladenku.

## Vanjske poveznice
- Za šaku dolara u internetskoj bazi filmova IMDb-a
- Fistful-of-Leone.com
- Sergio Leone Web Board
- Clint Eastwood.net
- Clint Eastwood Forums
- The Spaghetti Western Database
- Usporedba Tjelesne straže, Za šaku dolara i Posljednjeg preživjelog